# تپه گاش
تپه گاش؛ نام تپه‌ای باستانی مربوط به اواخر هزارهٔ دوم پیش از میلاد تا دورهٔ تاریخی است و در شهرستان مشهد، بخش احمدآباد، دهستان پیوه ژن، روستای دلبران واقع شده و این اثر در تاریخ ۲۵ آبان ۱۳۸۴ با شمارهٔ ثبت ۱۳۸۷۱ به‌عنوان یکی از آثار ملی ایران به ثبت رسیده‌است.